# Pjegavoprsi tinamu
Pjegavoprsi tinamu (lat. Nothoprocta cinerascens) je vrsta ptice iz roda Nothoprocta iz reda tinamuovki. Živi u šikarama suptropskim i tropskim područjima Južne Amerike. 

## Opis
U prosjeku je dug oko 30-33 centimetra. Mužjak je težak 457-493 grama, a ženka je teška 540-615 grama. Gornji dijelovi su sive do maslinasto-smeđe boje, s crnkastim i bjelkastim prugama. Prsa su siva, s bijelim pjegicama. Kukma je crna. Noge su tamno-sive. Ženka je malo veća i tamnija od mužjaka.
Hrani se plodovima s tla ili niskih grmova. Također se hrani i malom količinom manjih beskralježnjaka i biljnih dijelova. Mužjak inkubira jaja koja mogu biti od čak četiri različite ženke. Inkubacija obično traje 2-3 tjedna.

## Taksonomija
Pjegavoprsi tinamu ima dvije podvrste. To su:
- N. cinerascens cinerascens, nominativna podvrsta, živi u jugoistočnoj Boliviji, sjeverozapadnom Paragvaju i središnjoj Argentini.
- N. cinerascens parvimaculata živi u sjeverozapadnoj Argentini, na istoku pokrajine La Rioja.

## Vanjske poveznice
|  | Zajednički poslužitelj ima još gradiva o temi Nothoprocta cinerascens |
|  | Wikivrste imaju podatke o taksonu Nothoprocta cinerascens             |